# IX Legislatura del Parlamento de Canarias
La IX Legislatura del Parlamento de Canarias inició el 23 de junio de 2015 con la constitución de la cámara regional. Ese mismo día, se llevó a cabo la elección de Carolina Darias como presidenta del Parlamento y del resto de miembros que componen la Mesa del Parlamento.
Los días 6 y 7 de julio se llevó a cabo la sesión plenaria de investidura del Presidente de Canarias, Fernando Clavijo, candidato de Coalición Canaria en las elecciones. Clavijo fue investido gracias a los apoyos parlamentarios de Partido Socialista de Canarias, Agrupación Socialista Gomera, Agrupación Herreña Independiente y el Partido Nacionalista Canario. El Parlamento de Canarias se disolvió el 1 de abril de 2019.

## Investidura
| Resultado de la votación de investidura del Presidente de Canarias Mayoría absoluta: 31/60 |                                                        |            |    |    |    |                 |   |   |   |   |       |
| Candidato                                                                                  | Fecha                                                  | Voto       |    |    |    | Vínculo=Podemos |   |   |   |   | Total |
| Fernando Clavijo (Coalición Canaria)                                                       | 7 de julio de 2015 Mayoría requerida: Absoluta (31/60) | Sí         | 15 | 15 |    |                 |   | 3 | 2 | 1 | 36/60 |
| Fernando Clavijo (Coalición Canaria)                                                       | 7 de julio de 2015 Mayoría requerida: Absoluta (31/60) | No         |    |    | 12 | 7               | 5 |   |   |   | 24/60 |
| Fernando Clavijo (Coalición Canaria)                                                       | 7 de julio de 2015 Mayoría requerida: Absoluta (31/60) | Abstención |    |    |    |                 |   |   |   |   | 0/70  |

## Mesa del Parlamento
| Cargo                  | Titular                       | Partido                        |
| ---------------------- | ----------------------------- | ------------------------------ |
| Presidenta             | Carolina Darias San Sebastián | Partido Socialista de Canarias |
| Vicepresidente Primero | David de la Hoz Fernández     | Coalición Canaria              |
| Vicepresidenta Segunda | Cristina Tavío Ascanio        | Partido Popular de Canarias    |
| Secretario Primero     | Mario Cabrera González        | Coalición Canaria              |
| Secretaria Segunda     | Patricia Hernández Gutiérrez  | Partido Socialista de Canarias |

## Grupos parlamentarios
| Grupo parlamentario | Grupo parlamentario  | Componentes                                                                               | Portavoz                       | Líder autonómico          | Escaños |
| ------------------- | -------------------- | ----------------------------------------------------------------------------------------- | ------------------------------ | ------------------------- | ------- |
|                     | Nacionalista Canario | Coalición Canaria: 15 Agrupación Herreña Independiente: 2 Partido Nacionalista Canario: 1 | José Miguel Ruano León         | Fernando Clavijo Battle   | 18      |
|                     | Socialista Canario   | Partido Socialista de Canarias                                                            | Iñaki Álvaro Lavandera         | Ángel Víctor Torres Pérez | 15      |
|                     | Popular              | Partido Popular de Canarias                                                               | María Australia Navarro de Paz | Asier Antona Gómez        | 11      |
|                     | Podemos              | Podemos                                                                                   | Noemí Santana Perera           | Noemí Santana Perera      | 7       |
|                     | Nueva Canarias       | Nueva Canarias                                                                            | Román Rodríguez Rodríguez      | Román Rodríguez Rodríguez | 5       |
|                     | Mixto                | Agrupación Socialista Gomera                                                              | Casimiro Curbelo Curbelo       | Casimiro Curbelo Curbelo  | 3       |

## Junta de Portavoces
| Cargo                  | Cargo                                | Titular                        | Lista                          |
| ---------------------- | ------------------------------------ | ------------------------------ | ------------------------------ |
| Presidenta             | Presidenta                           | Carolina Darias San Sebastián  | Partido Socialista de Canarias |
| Vicepresidente Primero | Vicepresidente Primero               | David de la Hoz Fernández      | Coalición Canaria              |
| Vicepresidenta Segunda | Vicepresidenta Segunda               | Cristina Tavío Ascanio         | Partido Popular de Canarias    |
| Secretario Primero     | Secretario Primero                   | Mario Cabrera González         | Coalición Canaria              |
| Secretaria Segunda     | Secretaria Segunda                   | Patricia Hernández Gutiérrez   | Partido Socialista de Canarias |
| Portavoces titulares   |                                      |                                |                                |
|                        | Portavoz del GP Socialistas Canario  | José Miguel Ruano León         | Coalición Canaria              |
|                        | Portavoz del GP Nacionalista Canario | Iñaki Álvaro Lavandera         | Partido Socialista de Canarias |
|                        | Portavoz del GP Popular              | María Australia Navarro de Paz | Partido Popular de Canarias    |
|                        | Portavoz del GP Podemos              | Noemí Santana Perera           | Sí Podemos Canarias            |
|                        | Portavoz del GP Nueva Canarias       | Román Rodríguez Rodríguez      | Nueva Canarias                 |
|                        | Portavoz del GP Mixto                | Casimiro Curbelo Curbelo       | ASG                            |

## Composición
El Parlamento está compuesto por 60 parlamentarios. La IX Legislatura del Parlamento de Canarias comenzó el 23 de junio de 2015 con la celebración de la sesión constitutiva de la cámara donde tomaron posesión los 60 parlamentarios electos en las elecciones del 24 de mayo del mismo año.
| Nombre y apellidos                   | Grupo Parlamentario | Grupo Parlamentario          | Circunscripción | Alta                     | Baja                     |
| ------------------------------------ | ------------------- | ---------------------------- | --------------- | ------------------------ | ------------------------ |
| Marciano Acuña Betancort             |                     | Nacionalista Canario         | Lanzarote       | 23 de junio de 2015      | 1 de abril de 2019       |
| Gladis Acuña Machín                  |                     | Nueva Canarias               | Lanzarote       | 23 de junio de 2015      | 1 de abril de 2019       |
| Ernesto Aguiar Rodríguez             |                     | Popular                      | La Palma        | 23 de junio de 2015      | 5 de mayo de 2016        |
| Nayra Alemán Ojeda                   |                     | Socialista Canario           | Gran Canaria    | 23 de junio de 2015      | 1 de abril de 2019       |
| Belén Allende Riera                  |                     | Nacionalista Canario         | El Hierro       | 23 de junio de 2015      | 1 de abril de 2019       |
| Iñaki Álvaro Lavandera               |                     | Socialista Canario           | Fuerteventura   | 23 de junio de 2015      | 1 de abril de 2019       |
| Asier Antona Gómez                   |                     | Popular                      | La Palma        | 23 de junio de 2015      | 1 de abril de 2019       |
| Natividad Arnaiz Martínez            |                     | Podemos                      | Fuerteventura   | 23 de junio de 2015      | 1 de abril de 2019       |
| Socorro Beato Castellano             |                     | Nacionalista Canario         | Tenerife        | 23 de junio de 2015      | 1 de abril de 2019       |
| David Cabrera de León                |                     | Nacionalista Canario         | El Hierro       | 23 de junio de 2015      | 1 de abril de 2019       |
| Mario Cabrera González               |                     | Nacionalista Canario         | Fuerteventura   | 23 de junio de 2015      | 1 de abril de 2019       |
| Rosa Bella Cabrera Noda              |                     | Socialista Canario           | Fuerteventura   | 23 de junio de 2015      | 1 de abril de 2019       |
| Nereida Calero Saavedra              |                     | Nacionalista Canario         | Fuerteventura   | 23 de junio de 2015      | 1 de abril de 2019       |
| Luis Alberto Campos Jiménez          |                     | Nueva Canarias               | Gran Canaria    | 23 de junio de 2015      | 1 de abril de 2019       |
| Antonio Ángel Castro Cordobez        |                     | Nacionalista Canario         | La Palma        | 23 de junio de 2015      | 1 de abril de 2019       |
| Fernando Clavijo Batlle              |                     | Nacionalista Canario         | Tenerife        | 23 de junio de 2015      | 1 de abril de 2019       |
| María Dolores Corujo Berriel         |                     | Socialista Canario           | Lanzarote       | 23 de junio de 2015      | 1 de abril de 2019       |
| Gabriel Corujo Bolaños               |                     | Socialista Canario           | Gran Canaria    | 23 de junio de 2015      | 1 de abril de 2019       |
| Julio Cruz Hernández                 |                     | Socialista Canario           | La Gomera       | 23 de junio de 2015      | 22 de julio de 2015      |
| María Teresa Cruz Oval               |                     | Socialista Canario           | Tenerife        | 23 de junio de 2015      | 1 de abril de 2019       |
| Casimiro Curbelo Curbelo             |                     | Agrupación Socialista Gomera | La Gomera       | 23 de junio de 2015      | 1 de abril de 2019       |
| Carolina Darias San Sebastián        |                     | Socialista Canario           | Gran Canaria    | 23 de junio de 2015      | 1 de abril de 2019       |
| Rosa Elena Dávila Mamely             |                     | Nacionalista Canario         | Tenerife        | 23 de junio de 2015      | 29 de julio de 2015      |
| Asunción Delgado Luzardo             |                     | Podemos                      | Tenerife        | 23 de junio de 2015      | 11 de septiembre de 2017 |
| Francisco Antonio Déniz Ramírez      |                     | Podemos                      | Tenerife        | 23 de junio de 2015      | 1 de abril de 2019       |
| Guillermo Díaz Guerra                |                     | Popular                      | Tenerife        | 23 de junio de 2015      | 31 de diciembre de 2016  |
| José Tomás Estalella Limañana        |                     | Popular                      | Gran Canaria    | 21 de diciembre de 2016  | 1 de abril de 2019       |
| Dolores Alicia García Martínez       |                     | Nacionalista Canario         | Fuerteventura   | 23 de junio de 2015      | 1 de abril de 2019       |
| Juan Manuel García Ramos             |                     | Nacionalista Canario         | Tenerife        | 30 de julio de 2015      | 1 de abril de 2019       |
| Héctor Gómez Hernández               |                     | Socialista Canario           | Tenerife        | 23 de junio de 2015      | 30 de junio de 2018      |
| Zacarías Gómez Hernández             |                     | Popular                      | La Palma        | 19 de julio de 2016      | 1 de abril de 2019       |
| Ana González González                |                     | Socialista Canario           | El Hierro       | 23 de junio de 2015      | 1 de abril de 2019       |
| María Esther González González       |                     | Nueva Canarias               | Gran Canaria    | 23 de junio de 2015      | 1 de abril de 2019       |
| María Guadalupe González Taño        |                     | Nacionalista Canario         | La Palma        | 23 de junio de 2015      | 20 de mayo de 2019       |
| Juan Ramón Hernández Gómez           |                     | Nacionalista Canario         | La Palma        | 23 de junio de 2015      | 1 de abril de 2019       |
| Marcos Francisco Hernández Guillén   |                     | Socialista Canario           | Lanzarote       | 23 de junio de 2015      | 1 de abril de 2019       |
| Patricia Hernández Gutiérrez         |                     | Socialista Canario           | Tenerife        | 23 de junio de 2015      | 1 de abril de 2019       |
| Lorena Hernández Labrador            |                     | Popular                      | La Palma        | 23 de junio de 2015      | 1 de abril de 2019       |
| Agustín Hernández Miranda            |                     | Popular                      | Tenerife        | 12 de septiembre de 2017 | 1 de abril de 2019       |
| María Victoria Hernández Pérez       |                     | Socialista Canario           | La Palma        | 23 de junio de 2015      | 1 de abril de 2019       |
| David de la Hoz Fernández            |                     | Nacionalista Canario         | Lanzarote       | 23 de junio de 2015      | 1 de abril de 2019       |
| Miguel Jesús Jorge Blanco            |                     | Popular                      | Gran Canaria    | 23 de junio de 2015      | 1 de abril de 2019       |
| María del Mar Julio Reyes            |                     | Nacionalista Canario         | Gran Canaria    | 23 de junio de 2015      | 22 de julio de 2015      |
| María Elena Luis Domínguez           |                     | Nacionalista Canario         | Tenerife        | 23 de junio de 2015      | 1 de abril de 2019       |
| Josefa Luzardo Romano                |                     | Popular                      | Gran Canaria    | 23 de junio de 2015      | 1 de abril de 2019       |
| Migdalia Machín Tavío                |                     | Nacionalista Canario         | Lanzarote       | 23 de junio de 2015      | 1 de abril de 2019       |
| Juan José Márquez Fandiño            |                     | Podemos                      | Gran Canaria    | 23 de junio de 2015      | 1 de abril de 2019       |
| Manuel Marrero Morales               |                     | Podemos                      | Tenerife        | 12 de septiembre de 2017 | 1 de abril de 2019       |
| Gustavo Adolfo Matos Expósito        |                     | Socialista Canario           | Tenerife        | 23 de junio de 2015      | 1 de abril de 2019       |
| Melodie Mendoza Rodríguez            |                     | Agrupación Socialista Gomera | La Gomera       | 23 de junio de 2015      | 1 de abril de 2019       |
| Águeda Montelongo González           |                     | Popular                      | Fuerteventura   | 23 de junio de 2015      | 1 de abril de 2019       |
| María Concepción Monzón Navarro      |                     | Podemos                      | Gran Canaria    | 23 de junio de 2015      | 1 de abril de 2019       |
| Emilio Moreno Bravo                  |                     | Popular                      | Tenerife        | 23 de junio de 2015      | 4 de septiembre de 2017  |
| María Australia Navarro de Paz       |                     | Popular                      | Gran Canaria    | 23 de junio de 2015      | 1 de abril de 2019       |
| María Dolores Padrón Rodríguez       |                     | Socialista Canario           | Tenerife        | 12 de julio de 2018      | 1 de abril de 2019       |
| Astrid María Pérez Batista           |                     | Popular                      | Lanzarote       | 23 de junio de 2015      | 1 de abril de 2019       |
| Manuel Marcos Pérez Hernández        |                     | Socialista Canario           | La Palma        | 23 de junio de 2015      | 1 de abril de 2019       |
| José Manuel Pitti González           |                     | Nacionalista Canario         | Tenerife        | 23 de junio de 2015      | 1 de abril de 2019       |
| Jesús Ramón Ramos Chinea             |                     | Agrupación Socialista Gomera | La Gomera       | 23 de junio de 2015      | 1 de abril de 2019       |
| Luz Reverón González                 |                     | Popular                      | Tenerife        | 4 de enero de 2017       | 1 de abril de 2019       |
| María del Río Sánchez                |                     | Podemos                      | Lanzarote       | 23 de junio de 2015      | 1 de abril de 2019       |
| Ventura del Carmen Rodríguez Herrera |                     | Socialista Canario           | La Gomera       | 30 de julio de 2015      | 1 de abril de 2019       |
| Jorge Alberto Rodríguez Pérez        |                     | Popular                      | Gran Canaria    | 30 de julio de 2015      | 21 de diciembre de 2016  |
| Pedro Manuel Rodríguez Pérez         |                     | Nueva Canarias               | Gran Canaria    | 23 de junio de 2015      | 1 de abril de 2019       |
| Román Rodríguez Rodríguez            |                     | Nueva Canarias               | Gran Canaria    | 23 de junio de 2015      | 1 de abril de 2019       |
| Pablo Rodríguez Valido               |                     | Nacionalista Canario         | Gran Canaria    | 30 de julio de 2015      | 1 de abril de 2019       |
| María Mercedes Roldós Caballero      |                     | Popular                      | Gran Canaria    | 23 de junio de 2015      | 22 de julio de 2015      |
| José Miguel Ruano León               |                     | Nacionalista Canario         | Tenerife        | 23 de junio de 2015      | 1 de abril de 2019       |
| Noemí Santana Perera                 |                     | Podemos                      | Gran Canaria    | 23 de junio de 2015      | 1 de abril de 2019       |
| Cristina Tavío Ascanio               |                     | Popular                      | Tenerife        | 23 de junio de 2015      | 24 de mayo de 2019       |

## Senadores designados por el Parlamento de Canarias
Una de las funciones que desempeña el Parlamento de Canarias es la designación de los senadores y senadoras que deben representar a Canarias, conforme a lo previsto en la Constitución y en la forma que determine la Ley de Designación de Senadores en representación de Canarias.
La designación de los senadores canarios se produjo el día 21 de julio de 2015 en el Parlamento de Canarias. Así, se eligieron a un representante de CC , uno de PSOE Canarias y otro del PP de Canarias. Por lo tanto, la lista de senadores designados por el Parlamento de Canarias quedó de la siguiente forma:
| Partido político              | Partido político               | Senadores                       | Fecha inicio        | Fecha fin               |
| ----------------------------- | ------------------------------ | ------------------------------- | ------------------- | ----------------------- |
|                               | Coalición Canaria              | María del Mar Julios Reyes      | 21 de julio de 2015 | 30 de julio de 2019     |
|                               | Partido Socialista de Canarias | Julio Cruz Hernández            | 21 de julio de 2015 | 30 de julio de 2019     |
|                               | Partido Popular de Canarias    | María Mercedes Roldós Caballero | 21 de julio de 2015 | 15 de diciembre de 2016 |
| Jorge Alberto Rodríguez Pérez | Partido Popular de Canarias    | 21 de diciembre de 2016         | 30 de julio de 2019 |                         |